# Naïm Sliti
Naïm Sliti (Marselha, 27 de julho de 1992), é um futebolista Tunisino que atua como meio-campo. Atualmente, joga pelo Al-Ahli Doha, do Catar.

## Carreira
Naïm Sliti representou o elenco da Seleção Tunisiana de Futebol no Campeonato Africano das Nações de 2017. Foi convocado para defender a Tunísia na Copa 2018.